# Oh Uganda, Land of Beauty
Oh Uganda, Land of Beauty är Ugandas nationalsång sedan självständighetdagen den 9 oktober 1962. Text och musik är skrivna av George Wilberforce Kakoma. Med sina åtta takter är den en av världens kortaste nationalsånger varför den vanligen upprepas flera gånger i samband med till exempel idrottstävlingar. 
Innan självständigheten sammankallades tre kommittéer för att fastställa vilka nationalsymboler landet skulle ha. Ordförande i kommittén som bestämde nationalsång var Senteza Kajubi och denna kommitté fick ta emot förslag från hela landet. Nationalsången skulle vara nyskriven, festlig och handla om landets framtid. Melodin skulle passa i alla situationer. I juli 1963 valde kommittén Kakomas bidrag.

## Text[2]
Engelska
Oh Uganda!

May God uphold thee,

We lay our future in thy hand.

United, free,

For liberty

Together we'll always stand.

Oh Uganda!

The land of freedom,

Our love and labour we give,

And with neighbours all

At our country's call

In peace and friendship we'll live.

Oh Uganda!

The land that feeds us

By sun and fertile soil grown.

For our own dear land

We'll always stand:

The Pearl of Africa's Crown.
Nyankole
Yuganda!

Ruhanga akubangire,

Niiwe matsiko gaitu

Tukwataniise

Twiin’obusingye

Nitwija kuguma tuhamire!

O Yuganda!

Ensi y’obusingye

Tukunde tukwehenengyere

Nabataahi beitu boona

Abara twiijemu

Tugire obumwe nkabanywaine!

O Yuganda!

Ensi eturiisa

Ahabwomushana neitaka ry’orwezo

Iwe nyamurungi we

Tubeere eruru

Nkekiruunga ky’Afirika!